# Kriminologisk konfliktteori
Kriminologisk konfliktteori postulerar att kriminalisering som samhällsfenomen alltid har sin grund i konflikter och att kriminalisering alltid tjänar den eller de styrande samhällsklasserna. Således kriminaliseras handlingar som står i konflikt med de intressen som de med makt att påverka politiken och därmed lagen har. I linje med kritisk teori, marxistisk kriminologi och kritisk kriminologi sker analysen av brott och straff utifrån perspektivet att samhället kan delas in i förtryckta och privilegierade grupper. Teorin hade sin storhetstid i USA på 1960- och 70-talet. Den återfinns i och berör främst sociologi och kriminologi.
Konfliktteori har sin grund i Karl Marx idéer om olika klasskonflikter i det kapitalistiska samhället. Inom kriminologi finns det huvudsakligen tre stycken grenar, och dessa omfattar kultur-, grupp- och klasskonflikter. Den kriminologiska konfliktteorin menar att kriminalitet förstås utifrån grupper och klassers olika intressen i samhället, och hur dessa intressen sedan uttrycks i lagen. Det vill säga att personer med makt och socioekonomiska privilegier tenderar att ha större inflytande i stiftandet av lagar. Detta sker på de lägre samhällsklassernas bekostnad. 
Detta resulterar i att vad som anses vara kriminellt återspeglar de maktstrukturer och vilka maktförhållanden som råder.

## Kännetecken
Konfliktteorin menar att det finns en konkurrens om intressen och konflikter mellan grupper, å ena sidan grupper med makt och resurser, och andra sidan socioekonomiskt utsatta grupper. Det vill säga att konfliktteorin menar att samhället genomsyras av en ekonomisk, social och politisk ojämlikhet. Där lagar blir det tydligaste maktmedlet gällande utformandet av ett samhälle. Detta för att i sin tur stifta lagar i syfte att gynna sina egna intressen. Det hela baseras utifrån ett kapitalistiskt samhälle, där kriminologisk konfliktteori tar vid marxismen och dess argument om att kapitalismen främjar ojämlikhet och bidrar till konflikter mellan klasser.
Därmed menar konfliktteorin på att vissa handlingar blir kriminaliserade för att det ligger i den styrande klassens intressen att de ses som kriminella. Samtidigt blir handlingar och brott som har större negativa effekter på samhället, inte lika hårt bestraffade eller ses inte som kriminella överhuvud taget. Exempel på detta kan vara ekonomisk  brottslighet och miljöförstöring från stora företag som inte straffas i samma utsträckning, eller hålls till svars. Detta i motsats till handlingar och brott som socioekonomiskt utsatta grupper ofta begår, då dessa brott i en allt större grad straffas hårdare. Detta kan exempelvis gälla skadegörelse eller narkotikabruk, vilka som ett enskilt fall inte har någon större effekt på samhället i stort, i jämförelse med föregående exempel.
En forskare som tagit upp kriminologisk konfliktteori och dess koppling till ojämlikhetsskapande strukturer gällande klass och brottslighet är Jeffrey Reiman. I hans verk “The rich get richer and the poor get prison” (1979; 11th edition, 2017), skriver Reiman att fattiga arresteras och blir bestraffade i en alltför stor proportion, jämfört med de rika och de med mest makt. När man dessutom ser på de brott som fattiga människor inte ens har möjlighet till att begå, som till exempel allvarliga skattefusk och ekonomisk brottslighet, är rättsväsendet mer förskonade och tolerant. Reiman menar därmed på att ju högre upp i klass-skikten man kommer, desto mindre är chansen att handlingen som begås ses som kriminell.

## Utveckling och kritik av teorin
En kritik som riktats mot denna kriminologiska konfliktteorin är att den inte innefattar någon större beaktande av andra maktstrukturer som till exempel genus och etnicitet. I och med att teorin har sitt ursprung i marxismen och dess klasstänkande, blir just klass och ojämlikhet särskilt centralt. Kapitalismen skapar alltså ojämlikheter, och detta blir i sin tur förklaringen till varför kriminalitet uppstår. På grund av detta har teorin svårare att förklara andra aspekter såsom genus och etnicitet, som i sin tur även de kan vara förklaringar till brott och brottsutsatthet. 
Kriminologisk konfliktteori är även nära relaterat och kan kopplas vidare i teoribildningar såsom kritisk kriminologi, marxistisk kriminologi, “new criminology” och “radical criminology”.